# Zappeion

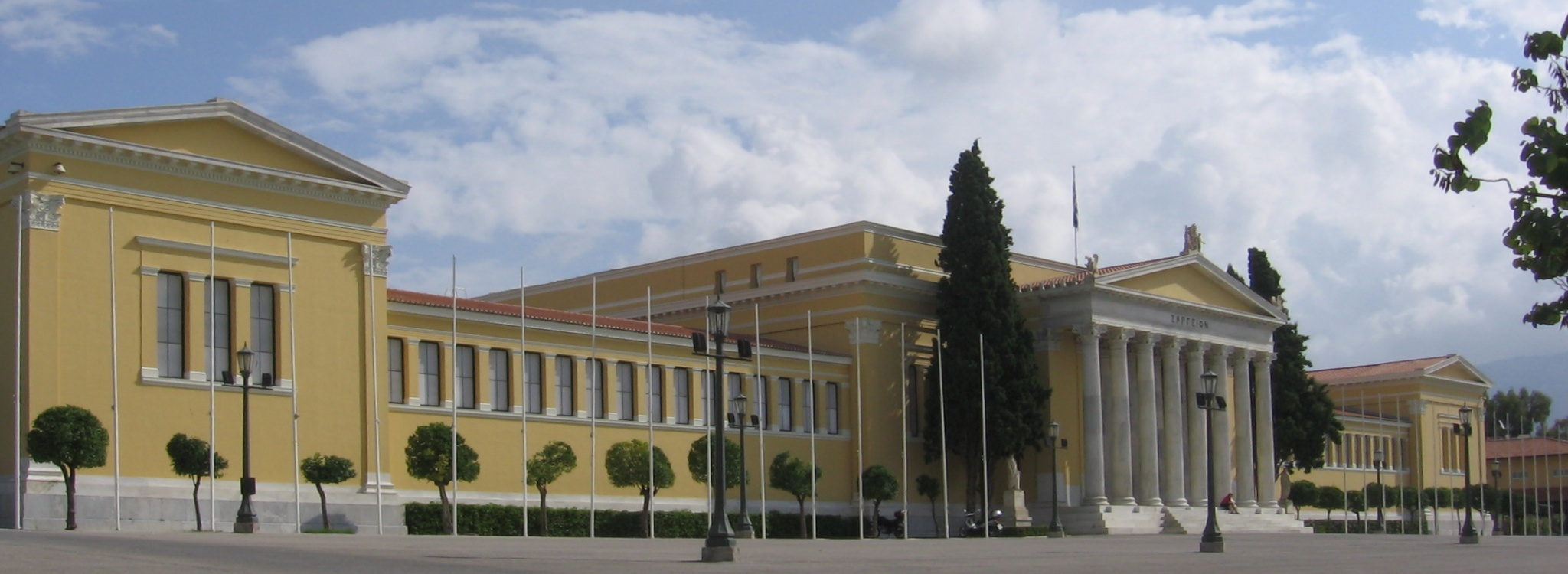
O Zappeion

O Zappeion é um edifício neoclássico situado no Jardim Nacional de Atenas, no coração de Atenas, Grécia. É geralmente utilizado para reuniões e cerimônias oficiais e privados.

## História
O Zappeion foi usado durante o Jogos Olímpicos de Verão de 1896 como sala  principal das provas de esgrima. Uma década depois, nos Jogos Olímpicos de Verão de 1906, foi usado como a Vila Olímpica. Durante as Olimpíadas de Atenas 2004 o Zappeion foi usado como Centro de Mídia.
Uma série de acontecimentos históricos ocorridos no Zappeion, incluindo a assinatura dos documentos de formalização da adesão da Grécia à União Europeia em 1 de Janeiro de 1981, teve lugar no edifício.
A cabeça de Evangelis Zappas está enterrada debaixo de sua estátua que está localizada no exterior do Zappeion.